# スイーツ!
『スイーツ！』は、しなな泰之による日本のライトノベル。イラストは柏餅よもぎが担当。スーパーダッシュ文庫（集英社）より2008年9月に刊行された。第7回スーパーダッシュ小説新人賞佳作受賞作。

## あらすじ
美術部に所属する平凡な高校2年生、木村章輔は、毎年恒例、夏休みに叔父の家に1週間の連泊の予定で訪れた。このミニ旅行、例年通り暇を持て余しているうちに終わるはずだったのだが、どういうわけか近所の神社の狛犬が突如爆発。中から現れた謎の少女、海野麻衣と共に、悩める少女達の持つ能力、スイーツの沈静に協力することになってしまう。

## 登場人物
木村章輔（きむら しょうすけ）
本作の主人公。美術部に所属するごく普通の高校2年生。叔父の家に滞在中、散歩がてらに訪れた神社で麻衣と遭遇し、スイーツの存在を知らされる。
海野麻衣（うみの まい）
狛犬の中から現れた少女。恋愛守護局（ブラインド・ガーディアン）なる組織に所属しているスイーツの使い手。通称『恋占い（サバト）』。
岸森伊乃（きしもり いの）
章輔の幼馴染で中学3年生。成長した自分を章輔に認めてもらおうと奮闘する。
藤崎千代（ふじさき ちよ）
章輔の中学時代の先輩。高校3年生。章輔との再会を前にスイーツに目覚めていた。言動や容姿が男っぽいことを本人なりに気に病んでいる。通称『白馬の騎士（エターナル・プリズナー）』。
花沢沙貴（はなざわ さき）
防衛省防衛監察本部特別室特務七課二等恋務官。『眠り姫』の駆逐のために現れたスイーツ使い。若菜の双子の妹。
花沢若菜（はなざわ わかな）
防衛省防衛監察本部特別室特務七課二等恋務官。『眠り姫』の駆逐のために現れたスイーツ使い。沙貴の双子の姉。
桐嶋一美（きりしま かずみ）
スイーツの力で街の一部を飲み込み、停止させてしまった少女。通称『眠り姫（インビジブル）』。

## 既刊一覧
- 朝倉勲（著） / 一色箱（イラスト） 『スイーツ！』 集英社〈スーパーダッシュ文庫〉、2008年9月25日発売[2]、ISBN 978-4-08-630445-0